# Pseudosystolederus lesnei
Pseudosystolederus lesnei är en insektsart som först beskrevs av Günther, K. 1979.  Pseudosystolederus lesnei ingår i släktet Pseudosystolederus och familjen torngräshoppor. Inga underarter finns listade i Catalogue of Life.